# PGC 34696
LEDA/PGC 34696 ist eine Galaxie im Sternbild Löwe an der Ekliptik. Sie ist schätzungsweise 66 Millionen Lichtjahre von der Milchstraße entfernt. Sie gilt als Mitglied der NGC 3640-Gruppe (LGG 233).

Im selben Himmelsareal befinden sich u. a. die Galaxien NGC 3630, NGC 3641, NGC 3643.